# Big Bill le casseur
Pour les articles homonymes, voir Big Bill.
Big Bill le casseur est une série de bande dessinée de western française créée par le scénariste Marcel Navarro et le dessinateur Pierre Mouchot, dit Chott. Elle est publiée dans un mensuel homonyme (de type petit format) de mars 1947 à août 1954 par les éditions S.E.R. / Atelier Chott, puis de septembre 1954 à janvier 1955 dans le mensuel Rancho. Chott se contente rapidement d'illustrer les couvertures, l'intérieur étant réalisé par divers dessinateurs réalistes, tel André Rey ou Robert Rocca.
Bil Bill est un justicier masqué arborant un T-Shirt rouge avec un C jaune dans un triangle noir inversé pour combattre Indiens et brigands, ce qui fait de cette série un « curieux western » selon Patrick Gaumer. Ses histoires, très violentes, valent à Mouchot de nombreux ennuis avec la commission de surveillance créée par la loi du 16 juillet 1949. Malgré l'arrêt du magazine en 1954, puis de la série l'année suivante, Mouchot est condamné en 1961 à un mois de prison avec sursis et 500 francs d'amende pour « présentation sous un jour défavorable d'actes de nature à démoraliser l'enfant ». S'il est amnistié dans la foulée, ce jugement le conduit à abandonner l'édition de bande dessinée.